# Tam Quan (xã)
Tam Quan là một xã thuộc huyện Tam Đảo, tỉnh Vĩnh Phúc, Việt Nam.

## Vị trí địa lý
Xã Tam Quan nằm ở phía Đông Bắc của huyện Tam Đảo, cách trung tâm huyện khoảng 5 km, cách thành phố Vĩnh Yên 15 km về phía Bắc.
Xã có địa giới hành chính: phía Nam giáp thị trấn Kim Long (Tam Dương) và xã Hồ Sơn (Tam Đảo), phía Tây giáp xã Hướng Đạo (Tam Dương) và xã Hoàng Hoa (Tam uong), phía Bắc giáp xã Đại Đình.

## Xã hội
Xã có diện tích 28,3 km²;km², dân số tới ngày 1/4/2019 là 13.543 với 3.974 hộ, mật độ dân số đạt 479 người/km². Gồm 12 khu hành chính, và 01 khu phố. Có hai dân tộc cùng sinh sống là dân tộc Kinh và dân tộc Sán Dìu (dân tộc Sán Dìu chiếm 9% tổng dân số). Tổng diện tích tự nhiên của xã là 2809,4 ha. Trong đó: Đất sản xuất Nông nghiệp: 807,62ha; đất vườn là 317,54 ha; Đất Lâm nghiệp: 1.511,50 ha.
Tam Quan trước cách mạng tháng 8 năm 1945, thuộc Tổng quan Ngoại có 7 xã: Quan Nội, Quan Ngoại, Quan Đình, Đông Lộ, Sơn Đình, Đại Điền và có các ấp: Nhân Lý, Đồng Bùa, Suối Đùm, Đồng Hội, Sơn Thanh. Đến năm 1946, theo Hiến pháp nước Việt Nam dân chủ cộng hoà các xã nhỏ hợp thành xã lớn vì vậy xã Tam Quan chính thức được thành lập.

## Kinh tế
Những năm gần đây, phát triển kinh tế xã hội của xã có nhiều khởi sắc: Tốc độ tăng trưởng bình quân đạt 9,6%/năm, lương thực bình quân đầu người đạt 320 kg/năm, thu nhập bình quân đầu người đạt 10,8 triệu/người/năm. Cơ cấu kinh tế có sự chuyển biến tích cực.
Nông nghiệp có bước chuyển biến sang sản xuất hàng hoá, giá trị sản xuất nông nghiệp ước đạt 85,756 tỷ đồng. Giá trị sản xuất ngành trồng trọt ước đạt 32,556 tỷ đồng, chiếm tỷ trọng 37,9%. Nhờ chuyển dịch cơ cấu cây trồng hợp lý, do vậy năng suất cây trồng được nâng lên, có nhiều mô hình vườn ươm cây giống, cây sinh vật cảnh, trang trại vườn rừng, cây ăn quả có giá trị kinh tế cao.
Giá trị sản xuất Chăn nuôi - thủy sản ước đạt 49,95 tỷ đồng, chiếm tỷ trọng 58,3%. Ngành chăn nuôi được coi là thế mạnh của xã, không những giải quyết được nhiều việc làm, mà còn tăng thu nhập cho các hộ gia đình trên địa bàn. Tổng đàn trâu, bò ước đạt 3.277 con. Đàn lợn 19.973 con, đàn gia cầm các loại có 1,1 triệu con. Nhiều mô hình trang trại chăn nuôi có quy mô lớn như: gà công nghiệp, gà đẻ trứng, rắn, lợn rừng, thỏ, chim bồ câu cả xã có 29 trang trại cho thu nhập trên 1tỷ đồng/năm.
Tổng giá trị sản xuất công nghiệp, tiểu thủ công nghiệp, XDCB đạt 33,7 tỷ đồng chiếm tỷ trọng 18%.
Tổng giá trị DL - DV - TM ước đạt là 12,6 tỷ đồng, chiếm tỉ trọng 5%. Toàn xã có 187 hộ làm dịch vụ, Thương nghiệp.
Bằng nguồn vốn của Nhà nước và địa phương, xã đã xây dựng mới trường học, trạm y tế, điện, nghĩa trang liệt sĩ, chợ,  hồ, đập, cứng hoá kênh mương, nâng cấp đường giao thông, xây dựng đường bê tông thôn xóm tạo thuận lợi cho quá trình đi lại, thông thương buôn bán của nhân dân trong xã.

## Văn hóa, Giáo dục - Đào tạo
Văn hóa, Giáo dục - Đào tạo của xã phát triển toàn diện, trên địa bàn có 08 trường học: 01 trường trung học phổ thông; 01 trường THCS; 02 trường tiểu học (Trong đó 01 trường đạt chuẩn quốc gia) và 03 trường mầm non. Năm 2011, toàn xã có 2.140 hộ đạt chuẩn GĐVH, chiếm 69%; 9 thôn đạt danh hiệu làng văn hoá, 2 thôn đạt làng văn hóa cấp tỉnh.
Trên địa bàn xã có nhiều di tích, đền, chùa, tiêu biểu là Đền Trình nằm trong quần thể khu di tích Quốc mẫu Tây Thiên. Xã thành lập được Ban quản lý di tích cấp xã. Công tác quản lý các di tích lịch sử văn hoá, tôn tạo, trùng tu di tích được quan tâm đáp ứng nhu cầu sinh hoạt tâm linh của nhân dân (có 08 đình chùa đã được nhân dân tôn tạo, trùng tu). An ninh chính trị, trật tự an toàn xã hội được ổn định và giữ vững, xã không có hiện tượng khiếu kiện đông người.
Phát huy truyền thống xã Tam Quan anh hùng, Đảng bộ và nhân dân xã Tam Quan đã luôn chấp hành các chủ trương của Đảng, pháp luật của Nhà nước đoàn kết, phát huy nội lực, sáng tạo tích cực phát triển KT-XH nâng cao đời sống nhân dân, giữ vững an ninh chính trị trật tự an toàn xã hội. Đảng bộ và nhân dân xã Tam Quan liên tục nhiều năm được đảng bộ cấp trên công nhận là Đảng bộ trong sạch vững mạnh. Năm 2003, Đảng bộ và nhân dân xã Tam quan được Nhà nước phong tặng danh hiệu cao quý "Danh hiệu anh hùng lực lượng vũ trang nhân dân trong thời kì chống Pháp".